# Metaphycus albopleuralis
Metaphycus albopleuralis är en stekelart som först beskrevs av William Harris Ashmead 1904.  Metaphycus albopleuralis ingår i släktet Metaphycus och familjen sköldlussteklar. Inga underarter finns listade i Catalogue of Life.